# Alexander von Pape

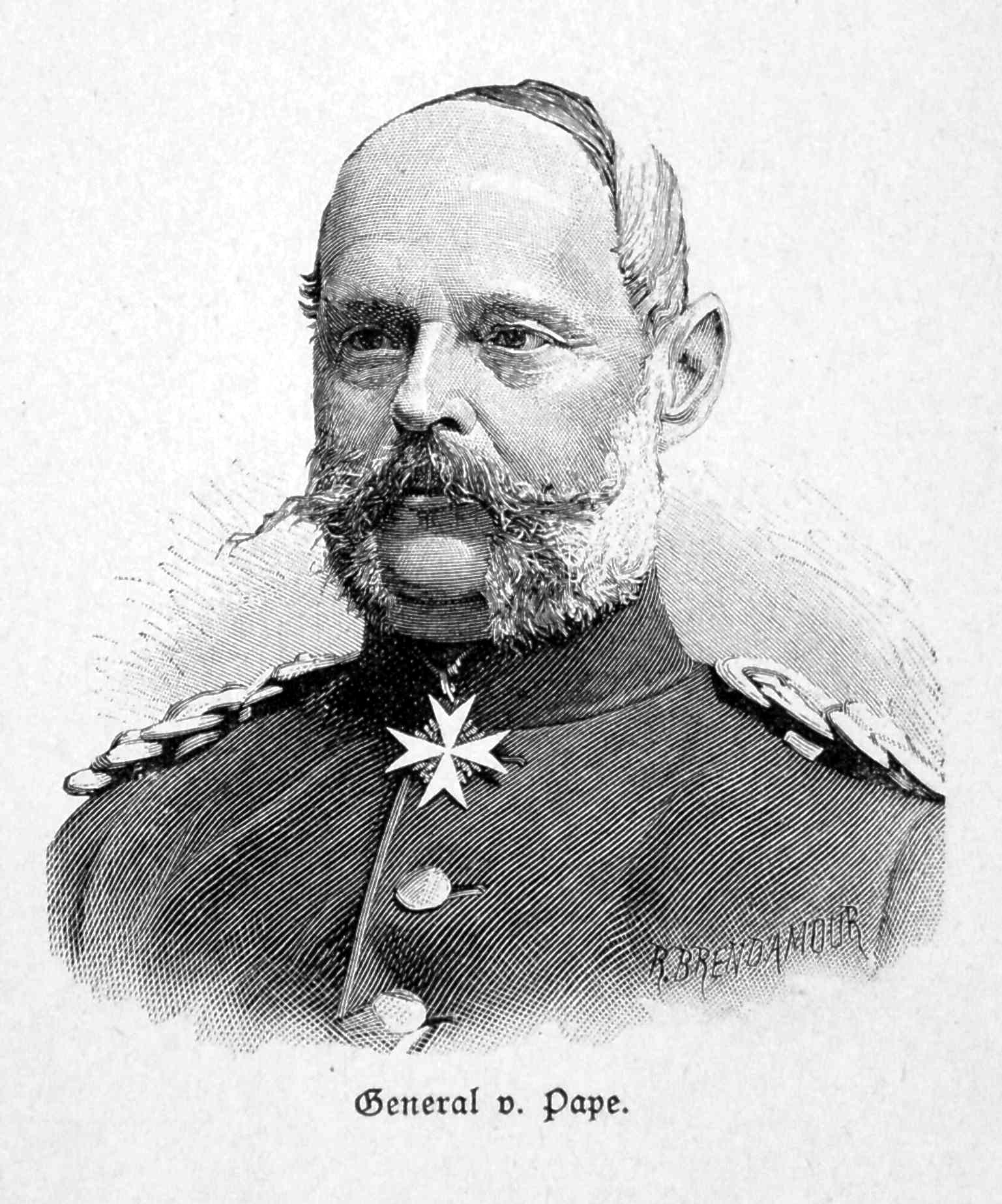
General von Pape

Alexander August Wilhelm von Pape (* 2. Februar 1813 in Berlin; † 7. Mai 1895 ebenda) war ein preußischer Generaloberst, Gouverneur von Berlin und Oberbefehlshaber in den Marken.

## Leben

### Herkunft
Alexander war ein Sohn von Wilhelm von Pape (1771–1860), Landrat des Kreises Königsberg Nm. und Herr auf Braunsfelde (Kreis Friedeberg), und dessen Ehefrau Wilhelmine, geborene Freiin von Röppert (1774–1857). Sein Bruder Wilhelm von Pape (1808–1885) schlug ebenfalls eine Militärlaufbahn ein, die er als Generalleutnant beendete.

### Militärkarriere
Nach dem Besuch des Gymnasiums zum Grauen Kloster trat Pape am 17. April 1830 als Junker in die 7. Kompanie des 2. Garde-Regiments zu Fuß ein, wurde 1850 zum Hauptmann und 1856 zum Major befördert. Von 1856 bis 1860 war er Direktor des Potsdamer Kadettenhauses, bevor er als Bataillonskommandeur zu seinem Regiment zurückkehrte.

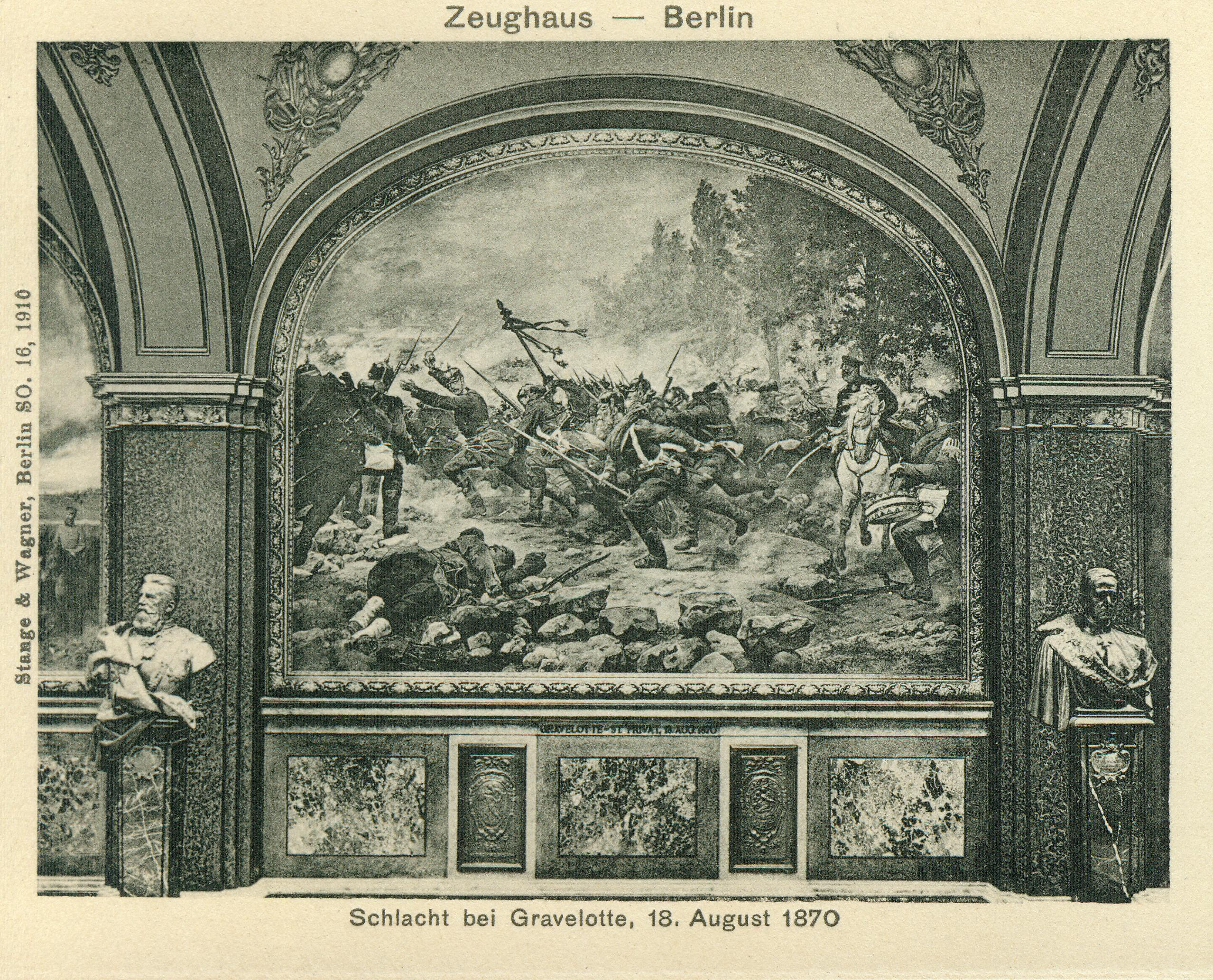
Wandbild Sturm auf St. Privat, 1870 in der Ruhmeshalle des Berliner Zeughauses von Georg Bleibtreu (1887, zerstört 1945)

Im Deutschen Krieg 1866 befehligte er als Oberst das 2. Garde-Regiment zu Fuß, welches er seit 1863 kommandierte, und beteiligte sich an der Schlacht von Königgrätz. Für seine Verdienste erwarb sich Pape den Orden Pour le Mérite, das Kommando der 2. Garde-Infanterie-Brigade zu Potsdam und am 31. Dezember 1866 die Beförderung zum Generalmajor.
Im Krieg gegen Frankreich befehligte er 1870/71 die 1. Garde-Division bei St. Privat (18. August), bei Beaumont, in der Schlacht bei Sedan sowie bei der Einschließung von Paris. Anlässlich der Kaiserproklamation in Versailles wurde er zum Generalleutnant befördert und erhielt am 22. März 1872 das Eichenlaub zum Pour le Mérite.
Am 26. August 1878 ernannte ihn König Wilhelm III. der Niederlande zum Komtur des Militär-Wilhelms-Ordens. Am 3. Februar 1880 wurde Pape zum General der Infanterie befördert und wurde zum Kommandierenden General des V. Armee-Korps ernannt, am 18. Oktober 1881 übernahm er in Berlin das III. Armee-Korps und zusätzlich am 21. August 1884 das Gardekorps. Seit 1885 war er ständiges Mitglied der Landesverteidigungskommission und wurde im gleichen Jahr für den verstorbenen Generalfeldmarschall Edwin von Manteuffel Domherr in Merseburg. Am 19. September 1888 wurde Pape zum Generaloberst mit dem Rang eines Generalfeldmarschalls, zum  Oberbefehlshaber in den Marken und Gouverneur von Berlin ernannt.
Infolge zunehmender Kränklichkeit musste er 1894 sein Gesuch zur Versetzung in den Ruhestand einreichen. Unter Ablehnung seines Abschiedgesuches wurde Pape am 10. Januar 1895 von seiner Stellung als Oberbefehlshaber in den Marken sowie Gouverneur von Berlin entbunden und unter Belassung à la suite des 2. Garde-Regiments zu Fuß zu den Offizieren von der Armee versetzt.
Alexander von Pape starb am 7. Mai 1895 im Alter von 82 Jahren in Berlin. Die Trauerfeier fand am 10. Mai im an der Straße Alt-Moabit gelegenen Haus des Verstorbenen statt. Am anschließenden Trauerzug zur Grabstätte auf dem Invalidenfriedhof nahm auch Kaiser Wilhelm II. zu Fuß teil. Pape wurde an der Seite seiner im Januar 1895 verstorbenen Tochter Elisabeth beigesetzt. Das Gebet am Grab sprach Hofprediger Emil Frommel. Die letzte Ruhestätte von Alexander von Pape ist nicht erhalten.
In der Ruhmeshalle des Berliner Zeughauses setzte ihm Georg Bleibtreu auf dem Wandgemälde Sturm auf St. Privat, 1870 ein Denkmal. Es stellte den Moment der Erstürmung der von der Artillerie des Gardekorps in Brand geschossenen französischen Stellung bei St. Privat durch die preußische 1. Garde-Infanterie-Division unter Generalmajor von Pape in der Schlacht bei Gravelotte dar. Pape sitzt dabei auf einem Schimmel, den gezogenen Säbel in der Rechten, die Sturmkolonne antreibend.
Er war für humoristisch-kernige Episoden aus seiner Knaben- und Schulzeit bekannt. Schon ein Schulmeister habe ihn dahin beurteilt: „Der Junge wird entweder Räuberhauptmann oder General.“ Kaiser Wilhelm II. nannte ihn später einmal das Vorbild eines altpreußischen Soldaten. Ein Nachruf gibt einen Eindruck von seinen typischen Erlebnisberichten aus dem preußischen Militär der ersten Jahrhunderthälfte:

„Nachdem seine Einstellung in das Gardekorps genehmigt war, wurde er eingekleidet und am 17. April 1830 in das Palais des Königs befohlen und dort in dem Zimmer Parterre rechts zur Fahne vereidigt. Es sei ganz fest exerziert worden; seine Schultern seien mitunter schwarz und blau gewesen. Das sei aber nicht anders gegangen, und schon nach Jahresfrist sei er zum Offizier befördert worden. In den damaligen Lebensverhältnissen des Offizierkorps sei alles sehr einfach gewesen. Der größte Festtag war der Geburtstag des Königs, der 3. August. An diesem Tage hätte jeder, selbst der ärmste Leutnant, seine zehn Silbergroschen für das Mittagessen ausgegeben. Das Avancements war recht mäßig: 20, 22, 24 Jahre bis zum Hauptmann, und wer nach 30 Jahren Major war, der pries sich glücklich, dass er über die böseste Ecke hinweg war. Das führte er besonders dann an, wenn sich jemand in späteren Jahren über ein langsames Avancement beklagte. Sehr gern kam er auf seine Dienstzeit im 2. Garde-Regiment zu sprechen. Als er Offizier geworden, wäre das Füsilierbataillon, bei dem er stand, gegen einen bösen heimtückischen Feind, die Cholera, geschickt. Das Bataillon sollte die Cholera an der Oder absperren. Mit 800 Mann sei das Bataillon ausgerückt und nach zwei Monaten mit 286 Mann in Neuruppin eingerückt.“

### Familie
Pape heiratete am 4. September 1841 in Berlin Anna Charlotte Meyer (1819–1900). Aus der Ehe gingen folgende Kinder hervor:
- Hans (1842–1866), preußischer Sekondeleutnant
- Anna (1843–1881) ⚭ 1868 Anton Wehlmann († 1888), sächsischer Major
- Elisabeth (1845–1895)
- Maria (* 1848)
- Katharina (1853–1857)

## Ehrungen
Nach Alexander von Pape wurde 1897 auf kaiserlichen Erlass in Berlin-Tempelhof die General-Pape-Straße benannt, die bald im Volksmund General-Pappkarton-Straße hieß. In der Straße hatte sich bis 1918 das Landwehr-Bezirkskommando befunden, in das die zu Tausenden einrückenden Rekruten stets mit Pappkartons erschienen, um nach der Einkleidung ihre darin abgelegten Zivilkleider als Postpaket nach Hause zu schicken. Die S-Bahn-Station Bahnhof Berlin Südkreuz trug bis zum 27. Mai 2006 den Namen „Papestraße“.